# Tượng chân dung Nefertiti
Tượng chân dung Nefertiti là bức tượng chân dung bằng đá vôi được bọc vữa của Nefertiti,  là Vương hậu Ai Cập và là vợ cả của Pharaoh Ai Cập Akhenaten. Tác phẩm điêu khắc này được cho là đã được chế tác vào năm 1345 TCN bởi nhà điêu khắc Thutmose, bởi vì nó được tìm thấy trong xưởng của ông ở Amarna, Ai Cập. Đây là một trong những tác phẩm được sao chép nhiều nhất của Ai Cập cổ đại. Nhờ vào tác phẩm này, Nefertiti đã trở thành một trong những người phụ nữ nổi tiếng nhất của thế giới cổ đại, và là một biểu tượng của vẻ đẹp nữ tính. 
Một nhóm khảo cổ người Đức do Ludwig Borchardt dẫn đầu đã phát hiện ra bức tượng chân dung vào năm 1912 trong xưởng của Thutmose. Nó đã được lưu giữ tại nhiều địa điểm khác nhau ở Đức kể từ khi được phát hiện, bao gồm hầm của một ngân hàng, mỏ muối ở Merkers-K Dieselbach, bảo tàng Dahlem, Bảo tàng Ai Cập ở Charlottenburg và Bảo tàng Altes. Nó hiện đang được trưng bày tại Bảo tàng Neues ở Berlin, nơi nó ban đầu được trưng bày trước thế chiến II.
Bức tượng chân dung Nefertiti đã trở thành một biểu tượng văn hóa của Berlin cũng như Ai Cập cổ đại. Nó cũng là chủ đề của một cuộc tranh cãi dữ dội giữa Ai Cập và Đức về yêu cầu hồi hương của Ai Cập, bắt đầu vào năm 1924 khi bức tượng chân dung lần đầu tiên được hiển thị cho công chúng. Các thanh tra Ai Cập đã không cho thấy bức tượng chân dung thực sự trước khi họ cho nó ra khỏi đất nước.